# Stefan Ulrich (Wasserspringer)
Stefan Dietmar Ulrich (* 7. April 1976 in Leipzig) ist ein deutscher Wasserspringer.

## Leben
Stefan Ulrich studierte an der Fachhochschule Aachen Elektrotechnik. Neben seinem Studium trainierte er in der Turm- und Wasserspringerabteilung des SV Neptun Aachen 1910. Dort spezialisierte er sich auf die Bereiche Synchronspringen und Turm. Hier erzielte er mehrere Titel als Deutscher Meister. Nach Beendigung seiner aktiven Laufbahn beendete er sein Studium. 
Stefan Ulrich ist verheiratet. Er arbeitet und lebt mit seiner Frau in Regensburg.

## Sportliche Erfolge

### Deutsche Meisterschaften
- Synchronspringen 3-Meter-Brett:
  - 2001: 3. Platz mit Norman Becker (SV Neptun Aachen)
  - 2003: 2. Platz mit Patrich Rodriguez Rubio (Dresdner SSC)
  - 2004: 3. Platz mit Patrich Rodriguez Rubio

- Turmspringen:
  - 1997: 3. Platz

- Synchronspringen Turm:
  - 2001: 3. Platz mit Norman Becker
  - 2002: 2. Platz mit Norman Becker
  - 2003: 2. Platz mit Norman Becker

- Kombination:
  - 1996: 3. Platz
  - 1997: Deutscher Meister

### Deutsche Hallen-Meisterschaften
- Synchronspringen 3-Meter-Brett:
  - 2002: 2. Platz mit Norman Becker

- Turmspringen:
  - 1997: 3. Platz
  - 1998: 3. Platz

- Synchronspringen Turm:
  - 2001: Deutscher Meister mit Norman Becker
  - 2002: 2. Platz mit Norman Becker
  - 2003: 2. Platz mit Norman Becker
  - 2004: 2. Platz mit Norman Becker

- Kombination:
  - 1997: Deutscher Meister
  - 1998: Deutscher Meister